# オリガ・アレクサンドロヴナ

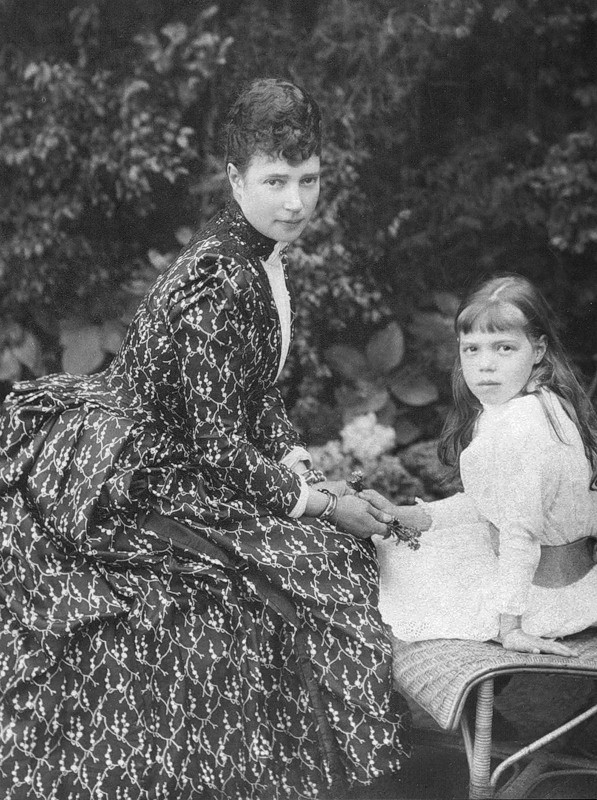
母親のマリア皇后とともに（1889年）

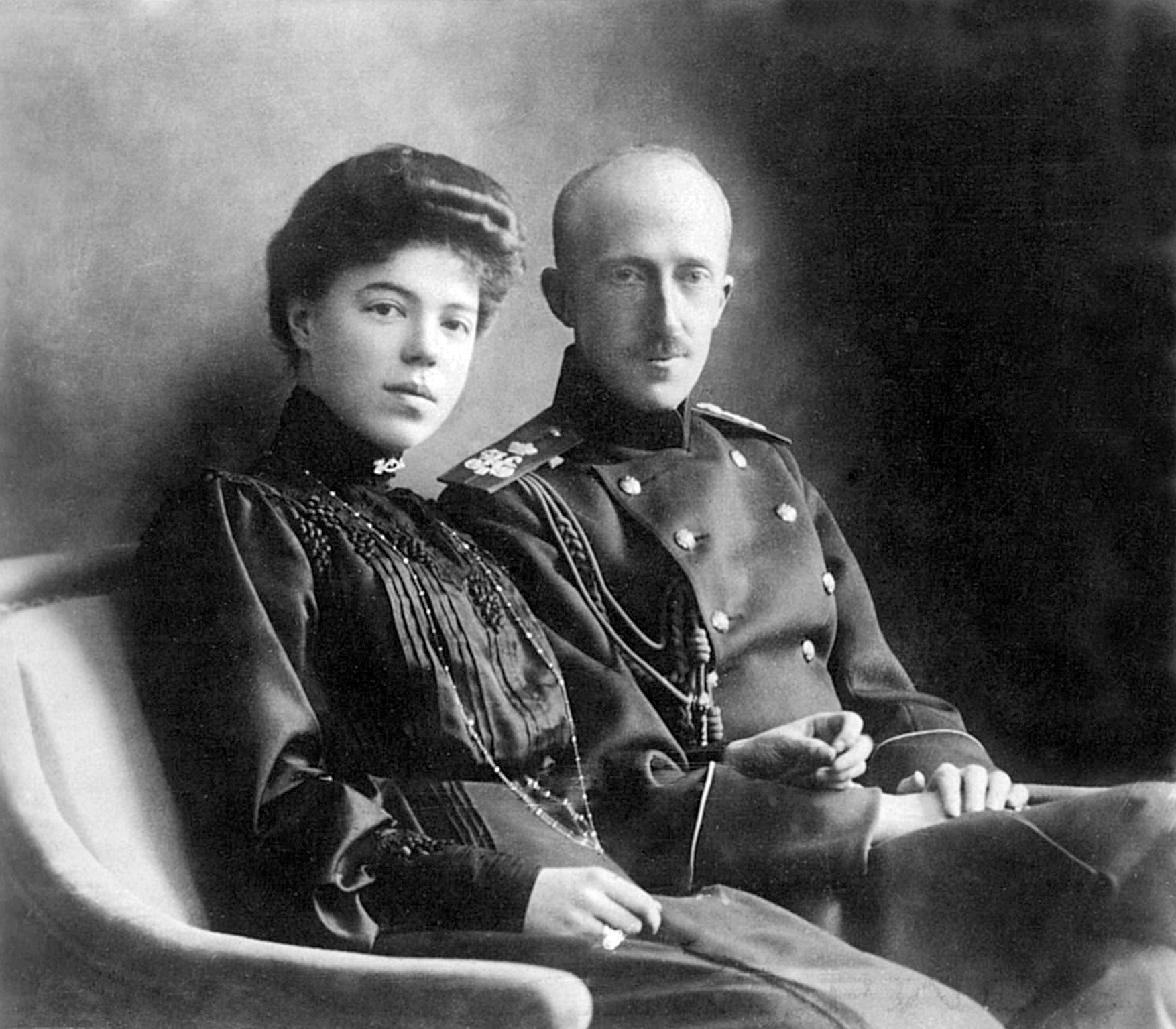
オリガと最初の夫ピョートル・オリデンブルクスキー公爵（1901年頃）

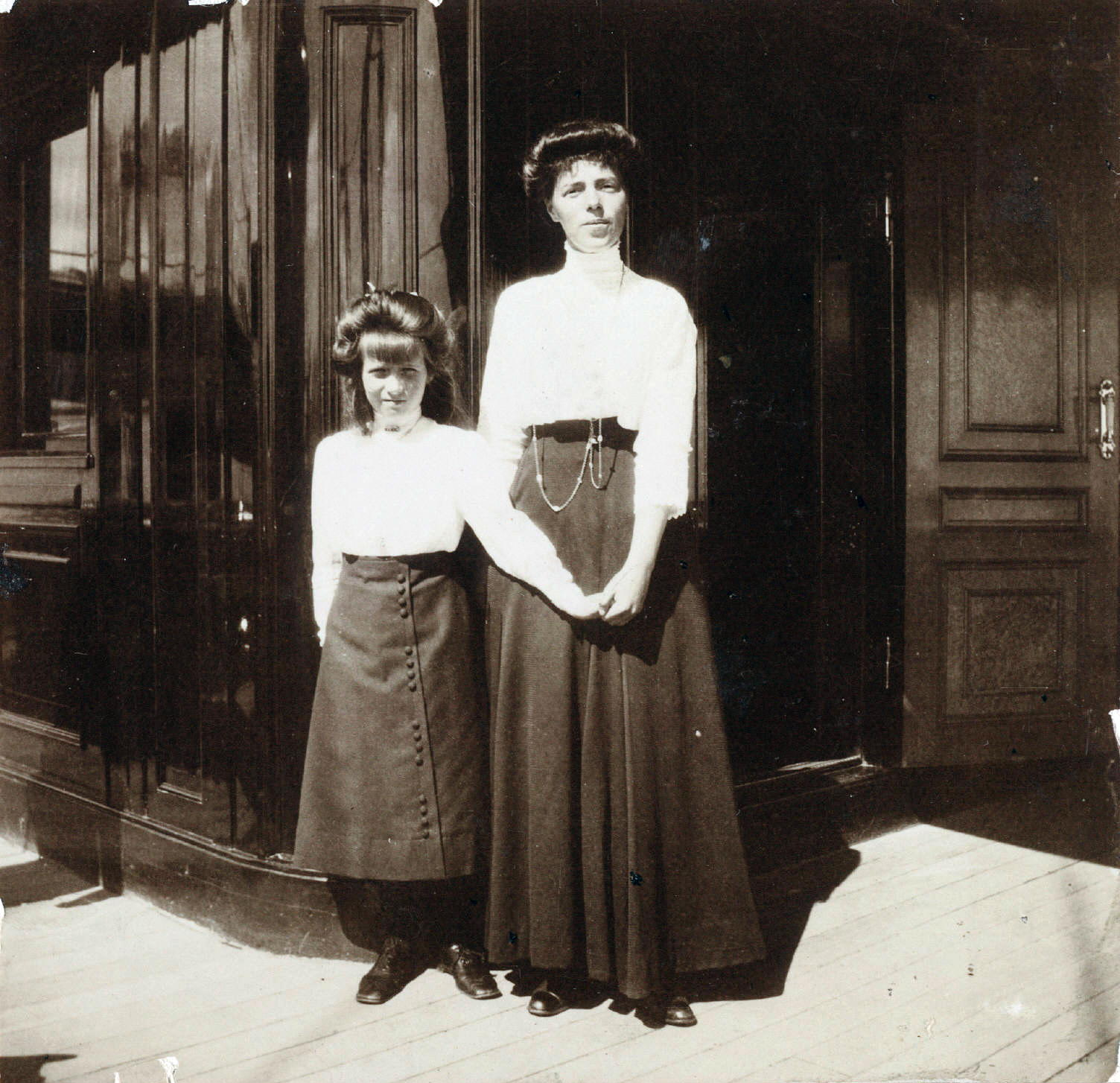
皇室ヨット『スタンダルト』号にて姪のアナスタシア皇女と（1912年頃）

オリガ・アレクサンドロヴナ（ロシア語: О́льга Алекса́ндровна Рома́нова, ラテン文字転写: Olga Alexandrovna Romanova、1882年6月13日 - 1960年11月24日）は、ロシア皇帝アレクサンドル3世と皇后マリア・フョードロヴナの第2皇女。ロシア大公女。兄に皇帝ニコライ2世とゲオルギー大公とミハイル大公、姉にクセニア大公女がいる。父親アレクサンドル3世と一番年の近い兄ミハイルには可愛がられて非常に仲が良かったが、母親マリアとは不仲であった。

## 生涯

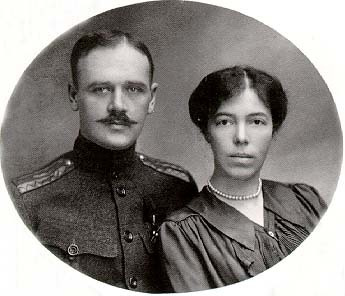
ニコライ・クリコフスキーとオリガ

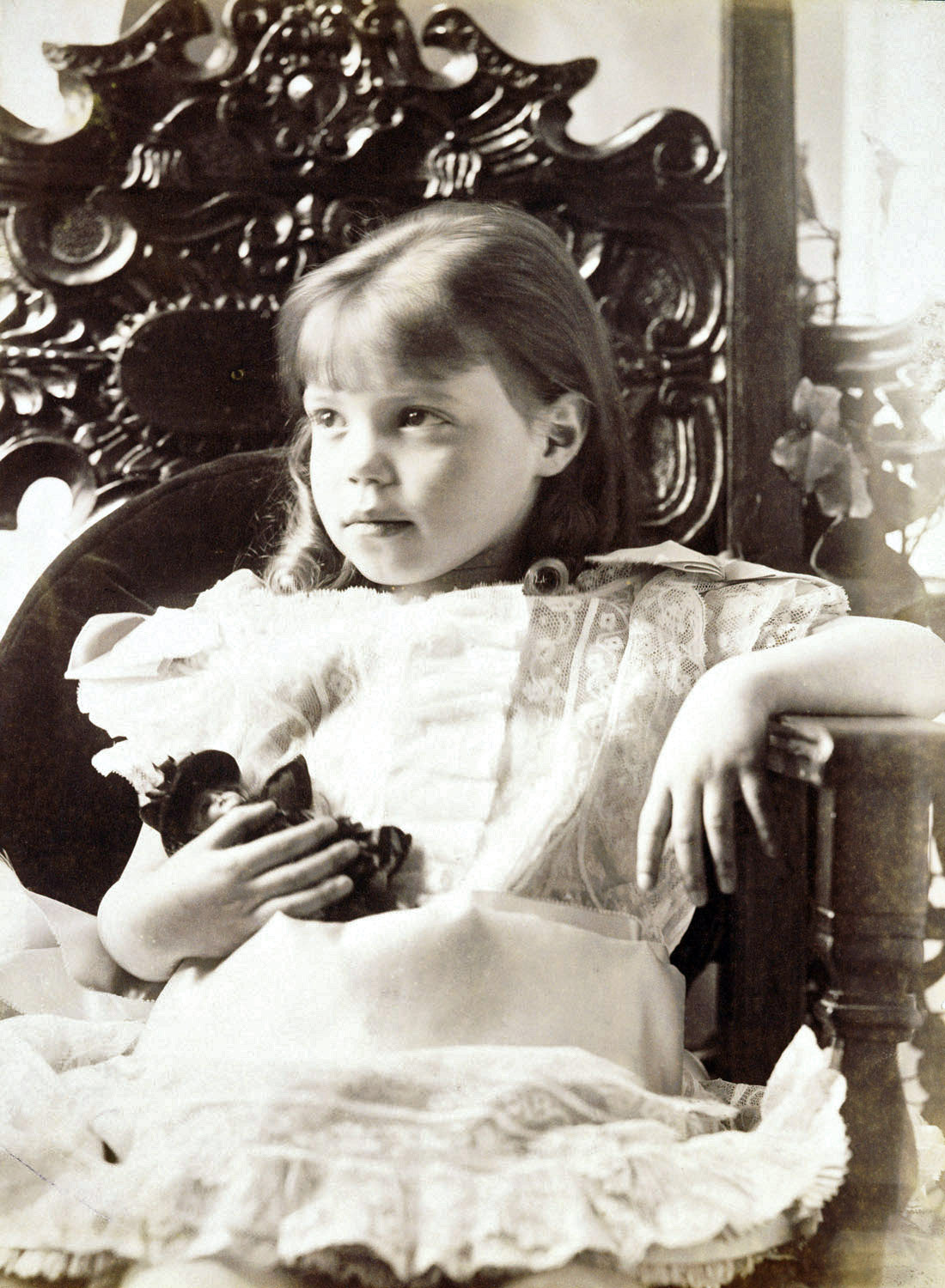
幼い頃のオリガ

不仲だった母マリア皇太后から逃れるために、1901年に最初の夫ピョートル・アレクサンドロヴィチ・オリデンブルクスキー公爵（オルデンブルク公子ペーター）と結婚したが、ピョートルとオリガは、性交渉の全くない状態であった。ピョートルは周囲から同性愛者であると思われるほど、女性に興味を示すことがなく、またギャンブル好きであり、オリガは早々に愛想をつかした。結婚から2年後、オリガは兵士のニコライ・クリコフスキーと出会い、恋に落ちた。オリガはピョートルに離婚を要請したが、ピョートルは拒んだ。また、兄のニコライ2世も、オリガの離婚に反対した。ニコライ2世は宗教的に離婚という行為を嫌っており、また王族のスキャンダルにもなりかねない貴賤結婚にも反対だった。ニコライ2世は、次兄ミハイルが平民出身の女性と結婚することにも強い反対を示していた。
しかし、結局1914年にピョートルとオリガは別居し、1916年には正式に離婚が成立した。オリガは、すぐにニコライ・クリコフスキーと貴賤結婚した。最初の夫ピョートルとは夫婦生活は全くなかったため子供はいなかった。当時は第一次世界大戦の真っ只中であり、革命の機運が高まっていた時期だったが、それでも皇女という身分の女性が、平民出身の男性と結婚するなど考えられない事だった。
ニコライ2世の弟や妹の中では唯一、彼の妻アレクサンドラ皇后に同情的で、一家と親しい付き合いをしていた。
1917年にロシア革命が勃発すると、母マリア皇太后とともにクリミアに幽閉された。クリコフスキーは軍人であったが、新政府はクリコフスキーを軍から追い出した。ただ、クリコフスキーは平民であったため、妻と比較すると多少の自由が与えられ、食料を買い求めたり、外の情報を集めることができた。オリガは、クリコフスキーとの間に、チホン（1917年 - 1993年）、グーリ（1919年 - 1984年）という2人の息子をもうけた。
母方の伯母であるイギリス国王ジョージ5世の母アレクサンドラ王太后が妹一家をクリミアから救出するために奔走し、ジョージ5世が戦艦マールバラをクリミアに差し向け、救出に成功した。その中にはクセニア皇女とその一家、その他のロシア皇族・貴族が含まれていた。オリガとクリコフスキーはロシアに留まることを望み、出国を拒否したが、ボルシェヴィキが身近に迫ったことから、ノヴォロシースクのデンマーク領事館に脱出。トルコの難民キャンプで過ごした後、セルビア王国のベオグラードに移った際に、セルビアのアレクサンダル王太子からベオグラードの住居を提供することを伝えられたが、デンマークに渡った母・マリア皇太后に応召を受けたため辞退した。
その後、イギリスで母マリア皇太后とともにアレクサンドラ王太后に面会した後、母の祖国デンマークの首都コペンハーゲンで母と暮らした。マリア皇太后は2番目の夫のクリコフスキーを嫌い、またクリコフスキーも軍人としての役割が得られず、また周囲から妻の付属品のような扱いをされたため、オリガとは距離ができていた。母マリアは、母親以外に頼る相手のいないオリガをほとんど下女同然に扱った。オリガはそのような母親の扱いに傷付きながらもそれを老齢のせいと受け止め、なるべく母親の心を乱さないように努力した。
1925年、夫とともに出かけたベルリンで出会ったアンナ・アンダーソンに引き合わされた。オリガは母の代理で「皇室の生き残り」と称する人々に何度も面会していたが、この時、オリガはアンナ・アンダーソンをアナスタシア・ニコラエヴナと同一人物であると当初は認めたが、のちに否認している。
母の死後、クリコフスキーとともに郊外の農園に移り住んだ。1948年にカナダのトロント近郊へ夫と子供とともに移住した後、1960年に亡くなった。質素な生活ぶりだったが莫大な財産を残していたという。